# كوركان (سياهو)
کورکان (بالفارسية: کروکان) هي قرية تقع في إيران في قسم سياهو الريفي. يقدر عدد سكانها بـ 100 نسمة بحسب إحصاء 2016.